# Israel Hayom
Israel Hayom (en hébreu : ישראל היום, Israël aujourd'hui) est un quotidien gratuit israélien. Il est par son tirage le premier des journaux israéliens et classé à droite,.
Il appartient au milliardaire américain Sheldon Adelson, et compte plus de 100 000 abonnés, avec une part de marché qui a augmenté dans la dernière moitié de 2009 de 23,2 à 26,6 pour cent. Le rédacteur en chef est Amos Regev, anciennement à Yediot Aharonot et à Maariv. L'épouse de Sheldon, Miriam Adelson, en est l'éditrice.

## Ligne éditoriale
Une étude menée en 2008 par Moran Rada du Israel democracy institute sur la couverture de l’actualité politique par les journaux israéliens a souligné que le traitement de l'actualité autour de Benyamin Netanyahou n'est « pas particulièrement équitable », que la couverture de son actualité par Israel Hayom est biaisée en sa faveur et que le quotidien choisit de minimiser les évènements qui ne contribuent pas à promouvoir une image positive de Netanyahou, tandis que, d'autre part, il vanterait et gonflerait les évènements qui aident à promouvoir Netanyahou et le Likoud.
La ligne éditoriale du journal est considérée par les Israéliens comme très favorable à Netanyahou. Selon Theodore Sasson, chercheur au Cohen Center for Modern Jewish Studies, «le journal appartient à Sheldon Adelson, un éminent partisan de l’Organisation sioniste d'Amérique et un donateur majeur des politiciens républicains (ainsi que de Taglit-Birthright Israel)», et le journal est critiqué pour son « biais pro-Likoud ». La rédaction d'Israel Hayom dément pour sa part avoir un parti pris politique. 
Le propriétaire du journal, Sheldon Adelson, n’a de son coté jamais caché qu’il utilisait son argent pour promouvoir ses intérêts politiques. L'emprise croissance du milliardaire sur la presse israélienne, également propriétaire depuis 2014 de Makor Rishon et de Maariv, a suscité des inquiétudes sur le renforcement d’une uniformité idéologique et sur l’affaiblissement de la critique contre le gouvernement. Depuis la mort de Sheldon Adelson en 2021, ses journaux sont devenus la propriété de son épouse, la femme d’affaires israélo-américaine Miriam Adelson.

## Histoire
À la Knesset, en mai 2010, eut lieu un débat concernant la loi Adelson, laquelle visait à interdire la diffusion d'un journal gratuit plus d'un an. Nimrodi, le propriétaire de Maariv, a rencontré des députés pour les convaincre de soutenir cette loi, sinon, prévenait-il, Maariv risquait de fermer. La proposition est rejetée le 30 mai 2010 par la commission interministérielle pour la législation.